# Peter Völker
Peter Völker (* 24. September 1949 in Rothenbergen) ist ein deutscher Journalist und Autor.

## Leben

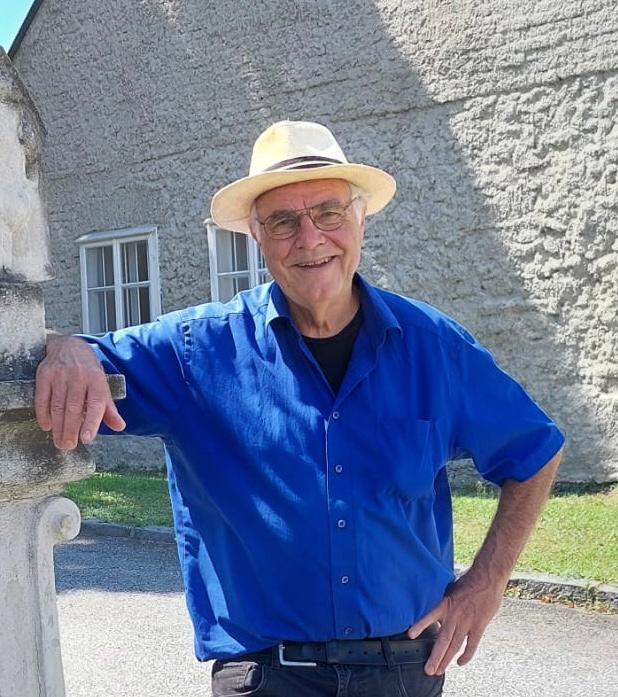
Nach einer Lesung in Hainburg an der Donau (Österreich)

Nach einer Ausbildung zum Speditionskaufmann arbeitete er in allen Zweigen der Verkehrswirtschaft. Als Reedereikaufmann in Hamburg wechselte er Anfang der 80er Jahre zum Deutschen Verkehrs-Verlag, Hamburg, heute DVV Media Group, Hamburg, wo er zwei Jahre als verantwortlicher Redakteur für Außenwirtschaft und Verkehr schrieb und redigierte. In dieser Zeit hatte er Kontakt zur Hamburger Werkstatt des Werkkreises Literatur der Arbeitswelt.
Von 1982 bis 1989 war er verantwortlicher Redakteur für Europapolitik bei der Nachrichtenagentur Vereinigte Wirtschaftsdienste (vwd) in Eschborn. Ende der 80er Jahre wurde er Mitherausgeber des alternativen Magazins Neue Hanauer Zeitung (nhz). Von 1989 bis 2007 war er Bundesgeschäftsführer für Rundfunk, Film, AV-Medien beim Bundesvorstand der heutigen Vereinten Dienstleistungsgewerkschaft (ver.di) – vormals IG Medien. 1993 gründete der Autor zusammen mit Freunden den Solidaritätsfonds demokratische Medien in der Welt eV, Stuttgart, der in der Folge weltweit unabhängige Medien- und Kunstprojekte – vor allem freie Radios – unterstützte. Er gehörte bis 2012 dem Vorstand dieser Organisation an.
Deutscher Beauftragter des Welt-Lyriker-Verbandes „Liceo Poetico de Benidorm“; Gründungsmitglied des Schiller-Vereins Leipzig.

## Literarisches Schaffen
Seit dem Jahr 2000 widmet er sich der Literatur mit Schwerpunkt Lyrik. Seit dieser Zeit veröffentlichte er mehrere Gedichtbände, drei Lyrikzyklen zur griechischen Mythologie, drei Kinderbücher, zwei Romane und eine Novelle sowie ein Buch über die Geschichte seines Heimatdorfes. Viele seiner Gedichte und die Novelle wurden in mehrere Sprachen übersetzt. Auch sein jüngster deutsch-serbischer Gedichtband „Über Kunst und Liebe“ reiht sich ein in internationale Veröffentlichungen Völkers. Nach der Herausgabe seines ersten deutsch-griechischen Lyrikzyklus „Agamemnon und Kassandera in Lakonien“ im Jahre 2001 erschien das Werk im Jahr 2008 in serbischer Sprache in Banja Luka in Bosnien und Herzegowina, nachgedichtet von dem Dichter und Übersetzer Stevan Tontić. Es folgte die Veröffentlichung auch in rumänischer Sprache durch die rumänische internationale „Kulturakademie Orient-Occident“ 2014 und die Veröffentlichung ausgewählter Gedichte aus diesem Band in einer Anthologie zu einem Weltpoesiefestival in Curtea des Arges (Rumänien) auf dem Völker für dieses Werk mit dem „Prix Exellence“ der Poesie ausgezeichnet wurde. Auszüge aus diesem Werk wurden auch in Oxford (Großbritannien) in die englische Sprache übertragen. Zwei weitere Lyrikzyklen „Odysseus und Seussydos“ sowie „Achilleus und Thetis“ wurden in griechischer Sprache nachgedichtet. Ausgewählte Gedichte aus Völkers Werk erschienen ferner in Poesie-Anthologien im Pilum-Literaturverlag (Österreich). Er ist Ehrenmitglied der Hainburger Autorenrunde (Hainburg an der Donau/Österreich).
Das von Völker herausgegebene Buch „LebensLichtSpuren“ enthält 200 von verschiedenen Autoren in der Ich-Form verfasste Lebensszenen, die nach dem Zufallsprinzip gemischt wurden, so dass der Leser zunächst nicht erfährt, aus welchem Leben sie im Einzelnen stammen.
Völker ist mit zwei Gedichten zu Achilleus und Paris an der Anthologie „Entführung in die Antike  - Neu Geschichten um griechische Mythen“ beteiligt, die beim PalmArtPress Verlag in Berlin erschienen ist. In dem von Steffen Marciniak herausgegebenen Werk haben sich 63 Autorinnen und Autoren aus dem deutschsprachigen Raum, darunter Rolf Hochhut, beteiligt.
Ebenso ist Völker mit Gedichten an der internationalen Anthologie "Gral der verlorenen Träume (The Gral of lost Dreams)", die von der im Iran geborenen Lyrikerin Nahid Ensafpour im Verlag Akademie-der-Abenteuer (Berlin) erschienen ist, beteiligt. An dem Werk haben Lyrikerinnen und Lyriker aus 14 Ländern teilgenommen.
Ferner ist der Autor mit Gedichten vertreten in zwei weltweiten Anthologien des Welt-Lyrikerverbandes "Liceo Poetico de Benidform" in deutscher und spanischer Sprache  mit den Titeln: "Hay cura para el amor" (2016) sowie "Dejemos que la palabra vuele" (2025).

## Werke (Auswahl)
- Über Kunst und Liebe, Engelsdorfer Verlag, Leipzig 2022, ISBN 978-3-96940-429-4.
- LebensLichtSpuren, Nanaja Meropis (Pseudonym), Engelsdorfer Verlag, Leipzig 2021, ISBN 978-3-96940-098-2.
- Dünengras und Blutmond, Svjetlana Đurić, Peter Völker, Engelsdorfer Verlag, 2020, ISBN 978-3-96145-926-1.
- Sonnentanz und Nachtschatten. Nahid Ensafpour/Peter Völker, illustriert, 2018, Engelsdorfer Verlag, ISBN 978-3-96008-935-3
- LebensStromSterne. Engelsdorfer Verlag, Leipzig 2018, ISBN 978-3-96145-412-9.
- Flutwasser und Apfelblüten. Engelsdorfer Verlag, Leipzig 2014, ISBN 978-3-95744-328-1.
- Blumenwind – Brief an eine griechische Liebe. Novelle. Engelsdorfer Verlag, Leipzig 2012, ISBN 978-3-95488-050-8 (deutsch, griechisch, bosnisch; Übers.: Edina Čović-Vučić, Martin Knapp).
- Alli Lebt! Die alltäglichen Abenteuer eines kleinen Alligators. Kinderbuch. Engelsdorfer Verlag, Leipzig 2010, ISBN 978-3-86268-155-6 (Illustrationen von Udo Schnaars).
- Landungsbrücken: Gedichte. TRIGA-Verl., Rothenbergen 2010, ISBN 978-3-89774-715-9.
- Achilleus und Thetis = Achilleas kai Thetis, Aphaia-Verl., Berlin 2008, ISBN 3-89774-396-5 (deutsch, griechisch, von Martin Knapp ins Griechische übersetzt).
- Odysseus und Seussydos = Odysseus kai Seusydos. TRIGA-Verl., Gelnhausen 2005, ISBN 978-3-89774-396-0 (deutsch, griechisch, von Martin Knapp ins Griechische übersetzt).
- Strandgut und Zeitgeister: Lyrik (= LICHTpunkte. Band 21). TRIGA-Verl., Gelnhausen 2003, ISBN 978-3-89774-320-5.
- Agamemnon und Kassandra in Lakonien = Agamemnōn kai Kassandra stē Lakōnia. Ed. Gallas, München 2001, ISBN 978-3-936082-00-5 (deutsch, griechisch, von Maria Kavvadia und Martin Knapp ins Griechische übersetzt).
- mit Doris Gehron: Scharlachsamt: Herrscher, Hexen, Denker und Rebellen; ein Roman in Episoden zur Geschichte Gelnhausens. Ed. Gallas, München 2001, ISBN 978-3-933573-43-8.